# Oxalobacter formigenes
Az Oxalobacter formigenes egy Gram-negatív, oxalátokat lebontó anaerob baktérium, amelyet először 1985-ben izoláltak egy juh gyomor-bél traktusából. A mai napig kimutatták, hogy a baktérium számos gerinces, köztük az ember vastagbelében is megtelepszik, sőt, édesvízi üledékből is izolálták. Az oxalátot dekarboxilezéssel formiáttá (oxalil-CoA dekarboxiláz) alakítja, és eközben energiát termel magának.
A széles spektrumú kinolon antibiotikumok elpusztítják az O. formigenes-t. Ha egy személy gyomor-bél traktusában hiányzik ez a baktérium, és így hiányzik az oxalil-CoA dekarboxiláz enzim elsődleges forrása, akkor a gyomor-bél traktus nem tudja lebontani az étrendi oxalátokat; miután a szervezetben B6-vitamin által modulált részleges metabolikus lebontás történik, az oxalátok a vesében ürülnek ki, ahol kalcium-oxalát veseköveket képeznek. Az Oxalobacter formigenes az oxalát lebontásával védelmet nyújthat a vesekövek ellen.
Az O. formigenes szerepe és jelenléte az emberi bélrendszerben aktív kutatás tárgya.